# 藤圭子 伝説の名曲
『藤圭子 伝説の名曲』（ふじけいこ でんせつのめいきょく）は、藤圭子のベスト・アルバムである。1999年10月21日発売。発売元はBMGファンハウス。規格品番はBVCK-37046。

## 解説
石坂まさを（作詞家）の作詞・作曲生活30周年記念として、1999年に発売された企画ベスト・アルバム。尚、藤圭子も1969年9月にシングルレコード「新宿の女」（JRT-1037）でレコード・デビューをしたため30周年を迎えたが、この時期に表立った音楽活動はしていない。
全曲リマスタリング音源かつ廉価価格で発売された。収録曲は、1969年から1977年の間に発売された石坂まさを作詞のシングルレコードから選ばれたA面曲と、4曲のB面曲の全16曲である。歌詞はブックレット型ではなく、1枚の大きめの紙が折り畳まったもの。その片面に全歌詞、もう片面に石坂の略歴および小西良太郎（音楽評論家）によるライナーノーツが掲載されている。
本ベスト・アルバム発売当時の時代背景としては、娘である宇多田ヒカルのデビュー・アルバム『First Love』（1999年3月10日発売：TOCT-24067）が、オリコンチャートで700万枚を超える売り上げを記録していた。また約1年後の2000年12月20日には、6枚組CD-BOXセット『聞いて下さい私の人生〜藤圭子コレクション』（BVCK-37085/90）が発売されている。

## 収録曲
1. 新宿の女（3:39）
  - 作詞: 石坂まさを・みずの稔、作曲: 石坂まさを、編曲: 小谷充
  - 新宿の西向天神社には歌碑が建立されている。
2. 女のブルース（3:54）
  - 作詞: 石坂まさを、作曲: 猪俣公章、編曲: 成田征英
3. 圭子の夢は夜ひらく（4:09）
  - 作詞: 石坂まさを、作曲: 曾根幸明、編曲: 原田良一
  - 新宿の花園神社には歌碑が建立されている。
4. 命預けます　（3:25）
  - 作詞・作曲: 石坂まさを、編曲: 曾根幸明
5. 女は恋に生きていく（3:08）
  - 作詞・作曲: 石坂まさを、編曲: 池多孝春
6. さいはての女（3:56）
  - 作詞: 石坂まさを、作曲: 彩木雅夫、編曲: 池多孝春
7. 恋仁義（3:45）
  - 作詞: 石坂まさを、作曲・編曲: 曾根幸明
8. みちのく小唄（3:21）
  - 作詞: 石坂まさを、作曲: 野々卓也、編曲: 池多孝春
  - 歌詞に東北地方の町々が登場する。
9. 知らない町で（3:23）
  - 作詞: 石坂まさを、作曲・編曲: 曾根幸明
10. 遍歴（3:47）
  - 作詞: 石坂まさを、作曲: 曾根幸明、編曲: 池多孝春
11. 命火（4:33）
  - 作詞・作曲: 石坂まさを、編曲: 小杉仁三
12. 哀愁酒場（3:37）
  - 作詞: 石坂まさを、作曲: 平尾昌晃、編曲: 竜崎孝路
13. 生命ぎりぎり（3:36）
  - 作詞・作曲: 石坂まさを、編曲: 池多孝春
  - デビューシングル「新宿の女」（JRT-1037）の片面
14. ネオン街の女（3:38）
  - 作詞・作曲: 石坂まさを、編曲: 池多孝春
  - 4枚目のシングル「命預けます」（JRT-1097）の片面
15. 圭子の網走番外地（3:25）
  - 作詞: 石坂まさを、作曲: 不詳、編曲: 池多孝春
  - 10枚目のシングル「知らない町で」（JRT-1197）の片面
16. 東京流れもの（3:19）
  - 作詞: 石坂まさを、作曲: 不詳、編曲: 原田良一
  - 3枚目のシングル「圭子の夢は夜ひらく」（JRT-1077）の片面